# 그리피스 스타디움
그리피스 스타디움(영어: Griffith Stadium)은 미국 워싱턴 D.C.에 위치한 야구장이다. 과거 MLB 워싱턴 세너터스 (I), 워싱턴 세너터스 (II)와 NFL 워싱턴 레드스킨스의 홈구장으로 사용했으며 외야 주변 토지 매입에 실패하자 주변 주택 라인에 따라 외야를 지그재그로 만들었고 보스턴 브레이브스가 제 2차 세계대전 시기였던 1945년 해당 구장에서 스프링캠프를 치뤘다.
| 메이저 리그 베이스볼 올스타전 개최 경기장 |                          |               |
| 1936년                                    | 1937년 그리피스 스타디움 | 1938년        |
| 브레이브스 필드                           | 1937년 그리피스 스타디움 | 크로슬리 필드 |
|                                           |                          |               |
|                                           |                          |               |

| 메이저 리그 베이스볼 올스타전 개최 경기장 |                          |                 |
| 1955년                                    | 1956년 그리피스 스타디움 | 1957년          |
| 밀워키 카운티 스타디움                    | 1956년 그리피스 스타디움 | 스포츠맨스 파크 |
|                                           |                          |                 |
|                                           |                          |                 |

1. ↑  박상경 (2022년 1월 4일). “'펜스 앞에 비석이?' MLB 수놓은 '기상천외' 야구장들”. 스포츠조선. 2023년 6월 7일에 확인함.
2. ↑  김성훈 (2020년 7월 4일). “MLB 올스타전, 코로나로 취소…2차 대전 이후 65년만 처음”. 이데일리. 2023년 6월 7일에 확인함.